# Милован Самарџија
Милован Самарџија (Буковача, код Босанског Петровца, 1923 — Београд, 29. јул 1990) био је учесник Народноослободилачке борбе и генерал-мајор ЈНА.

## Биографија
Милован Самарџија је рођен 1923. године у Буковачи, код Петровца, од оца Тривуна. Потиче из земљорадничке породице. Прије рата био је радник са завршеном грађанском школом.
Одмах по окупацији Југославије укључио се у припреме за оружани устанак. 27. јула 1941. Био је међу првим борцима у устанку. Од првих дана учествовао је у устаничким и герилским акцијама у петровачком крају. Био је припадник Дринићке чете и Треће крајишке бригаде од њеног настанка, па до 1944. У КПЈ је примљен 1942. Учесник је битке на Сутјесци.
У рату је обављао дужност замјеника политичког комесара Трећег батаљона Треће крајишке бригаде. Крајем рата обављао је дужност помоћника комесара Девете крајишке бригаде, затим Десете крајишке дивизије. Послије рата био је политички комесар дивизије и начелник катедре војне историје на Вишој војној академији ЈНА. Био је и предсједник комисије за полагање чина мајора.
Завршио је Вишу војну академију ЈНА. Унапређен је у чин генерал-мајора. Активна служба у ЈНА престала му је 1972. године. О својим ратним искуствима писао је у зборнику сјећања Петровац у НОБ.
Више пута је одликован разним војним одликовањима. Укупно је одликован 10 пута. Носилац је Партизанске споменице 1941.
Умро је у Београду 1990. године.

## Стручна дјела
- Ратне доктрине и развој армија земаља учесница у Другом светском рату, Виша војна академија ЈНА, Београд, 1964.[4]
- Грчко-италијански рат 1940/1941. године, Виша војна академија ЈНА, Београд, 1964.[5]
- Операције на Западном фронту 1940. године, Виша војна академија ЈНА, Београд, 1967.[6]